# Vuelta a la Comunidad de Madrid 2013
La 28.ª edición de la Vuelta a la Comunidad de Madrid se disputará el 4 de mayo de 2013 por un circuito en la Comunidad de Madrid con inicio en Madrid y final en el puerto de la Morcuera, sobre un trazado de 167,3 km.
La prueba perteneció al UCI Europe Tour 2012-2013 de los Circuitos Continentales UCI, dentro de la categoría 1.1; cambiando de categoría respecto a años anteriores, aunque manteniendo su status de .1, ya que pasó a ser carrera de una sola etapa. 
Participaron 11 equipos. Los 2 equipos españoles de categoría UCI ProTeam (Movistar Team y Euskaltel-Euskadi); y el único de categoría Profesional Continental (Caja Rural); y 2 de categoría Continental (Burgos BH-Castilla y León y Euskadi). En cuanto a representación extranjera, estarán 6 equipos: el Profesional Continental ruso del RusVelo; y los Continentales del 472-Colombia, OFM-Quinta da Lixa, Radio Popular-Onda, LA Aluminios-Antarte y Lokosphinx. Formando así un pelotón de 102 corredores, de entre 7 (Euskaltel Euskadi) y 10 ciclistas por equipo, de los que acabaron 87.
El ganador fue Javier Moreno tras ganar en el sprint de un grupo cabecero de 3 corredores a Mikel Landa y Delio Fernández, respectivamente.
En las clasificaciones secundarias se impusieron Jorge Martín Montenegro (montaña), Movistar (equipos) y Marcos García (primer madrileño).

## Clasificación final
4 de mayo de 2013: Madrid-puerto de la Morcuera, 167,3 km:
| \| Posición \| Ciclista \| Equipo \| Tiempo \| \| -------- \| --------------- \| ---------------------- \| -------------- \| \| 1. \| Javier Moreno \| Movistar \| 4 h 25 min 1 s \| \| 2. \| Mikel Landa \| Euskaltel Euskadi \| m.t. \| \| 3. \| Delio Fernández \| OFM-Quinta da Lixa \| a 4 s \| \| 4. \| Rubén Plaza \| Movistar \| a 20 s \| \| 5. \| Amets Txurruka \| Caja Rural-Seguros RGA \| a 27 s \| \| 6. \| Marcos García \| Caja Rural-Seguros RGA \| a 29 s \| \| 7. \| Mikel Bizkarra \| Euskadi \| a 31 s \| \| 8. \| Danail Petrov \| Caja Rural-Seguros RGA \| a 41 s \| \| 9. \| Sylwester Szmyd \| Movistar \| a 49 s \| \| 10. \| Alexey Rybalkin \| Lokosphinx \| a 1 min 06 s \| |                 |                        |                |
| Posición | Ciclista        | Equipo                 | Tiempo         |
| 1. | Javier Moreno   | Movistar               | 4 h 25 min 1 s |
| 2. | Mikel Landa     | Euskaltel Euskadi      | m.t.           |
| 3. | Delio Fernández | OFM-Quinta da Lixa     | a 4 s          |
| 4. | Rubén Plaza     | Movistar               | a 20 s         |
| 5. | Amets Txurruka  | Caja Rural-Seguros RGA | a 27 s         |
| 6. | Marcos García   | Caja Rural-Seguros RGA | a 29 s         |
| 7. | Mikel Bizkarra  | Euskadi                | a 31 s         |
| 8. | Danail Petrov   | Caja Rural-Seguros RGA | a 41 s         |
| 9. | Sylwester Szmyd | Movistar               | a 49 s         |
| 10. | Alexey Rybalkin | Lokosphinx             | a 1 min 06 s   |